# جاستین باور
 جاستین باور (انگلیسی: Justin Bower؛ زاده ۲۳ مهٔ ۱۹۷۸) یک تنیس‌باز اهل آفریقای جنوبی است.